# Eukles von Mylasa
Eukles von Mylasa (altgriechisch Εὐκλῆς) war ein kleinasiatisch-hellenistischer Erzbildner des 4. Jahrhunderts v. Chr.
Eukles von Mylasa stammte aus Kleinasien, war aber im 4. Jahrhundert v. Chr. in Kamiros auf Rhodos tätig. Plinius der Ältere zählt ihn in einer chronologischen Liste von Erzgießern auf. Somit scheint Eukles ein Zeitgenosse des Lysippos gewesen und während der 113. Olympiade (328 – 325 v. Chr.) tätig gewesen zu sein. Er hat eine von Timagoras von Kamiros modellierte Siegerstatue des Olympiasiegers Philokrates in Kamiros gegossen. Darüber hinaus weiß man von diesem Künstler nichts.

## Belege
1. ↑  Plinius der Ältere, Naturgeschichte 34,51.

| Personendaten    | Personendaten                                      |
| ---------------- | -------------------------------------------------- |
| NAME             | Eukles von Mylasa                                  |
| KURZBESCHREIBUNG | kleinasiatisch-hellenistischer Erzbildner          |
| GEBURTSDATUM     | 4. Jahrhundert v. Chr.                             |
| STERBEDATUM      | 4. Jahrhundert v. Chr. oder 3. Jahrhundert v. Chr. |